# Хажи-Эвла
Хажи-Эвла (чечен. Хьажи-Эвла) — село в Веденском районе Чеченской Республики. Входит в состав Гунинского сельского поселения.

## География
Село расположено в горно-лесной зоне, на правом берегу реки Хулхулау, в 15 км к северо-востоку от районного центра Ведено.
Ближайшие населённые пункты: на северо-востоке — сёла Марзой-Мохк и Гуни, на северо-западе — село Беной, на юге — село Октябрьское, на юго-востоке — сёла Агишбатой и Меседой, на западе — село Ца-Ведено.

## История
На территории села находится ряд святых мест, связанных с историей жизни Кунта-Хаджи.
В 1944 году, после депортации чеченцев и ингушей и упразднения Чечено-Ингушской АССР, село Хажи-Аул было переименовано в Первомайское.
В 2009 году Чеченским парламентом село было переименовано в Хаджи-Юрт, но переименование не было утверждено Правительством РФ.
В октябре 2020 году парламентом Чеченской Республики село было переименовано в Хажи-Эвла.

## Население
| 1990 | 2002 | 2010 |
| ---- | ---- | ---- |
| 587  | ↘479 | ↗734 |